# Faviidae
Famille
Synonymes
- famille Astraeidae Dana, 1846[1]
- famille Hemiporitidae Alloiteau, 1952[1]
- famille Mussidae Ortmann, 1890[1]

Les Faviidae sont une famille de coraux scléractiniaires (coraux durs).

## Systématique
Pour le World Register of Marine Species, cette famille remplace celle des Mussidae Ortmann, 1890 et certains genres affectés précédemment aux Mussidae ont été transférés vers la famille des Merulinidae. Ils considèrent que cette famille a été créée par Henri Milne-Edwards & Jules Haime en 1857.
Pour d'autres sources, dont l’ITIS ou Paleobiology Database, cette famille a été créée par John Walter Gregory en 1900.

## Liste des genres
Selon World Register of Marine Species (2/3/2020) :
- Colpophyllia Milne Edwards & Haime, 1848
- Diploria Milne Edwards & Haime, 1848
- Favia De Blainville, 1820
- Manicina Ehrenberg, 1834
- Mussismilia Ortmann, 1890
- Pseudodiploria Fukami, Budd & Knowlton, 2012
- Isophyllia Milne Edwards & Haime, 1851
- Mussa Oken, 1815
- Mycetophyllia Milne Edwards & Haime, 1848
- Scolymia Haime, 1852

Selon ITIS (20 février 2014) :
- genre Astreosmilia Duncan, 1867
- genre Australogyra Veron, 1982
- genre Barabattoai Yabe & Sugiyama, 1941
- genre Bikiniastrea Wells, 1954
- genre Caulastraea Dana, 1846
- genre Colpophyllia Milne-Edwards & Haime, 1848
- genre Cyphastrea Milne-Edwards & Haime, 1848
- genre Diploastrea Matthai, 1914
- genre Diploria Milne-Edwards & Haime, 1848
- genre Echinopora Lamarck, 1816
- genre Erythrastrea Pichon, Scheer & Pillai, 1983
- genre Favia Oken, 1815
- genre Favites Link, 1807
- genre Goniastrea Milne-Edwards & Haime, 1848
- genre Leptastrea Milne-Edwards & Haime, 1848
- genre Leptoria Milne-Edwards & Haime, 1848
- genre Manicina Ehrenberg, 1834
- genre Montastraea de Blainville, 1830
- genre Moseleya Quelch, 1884
- genre Oulastrea Milne-Edwards & Haime, 1848
- genre Oulophyllia Milne-Edwards & Haime, 1848
- genre Parasimplastrea Sheppard, 1985
- genre Platygyra Ehrenberg, 1834
- genre Plesiastrea Milne-Edwards & Haime, 1848
- genre Solenastrea Milne-Edwards & Haime, 1848

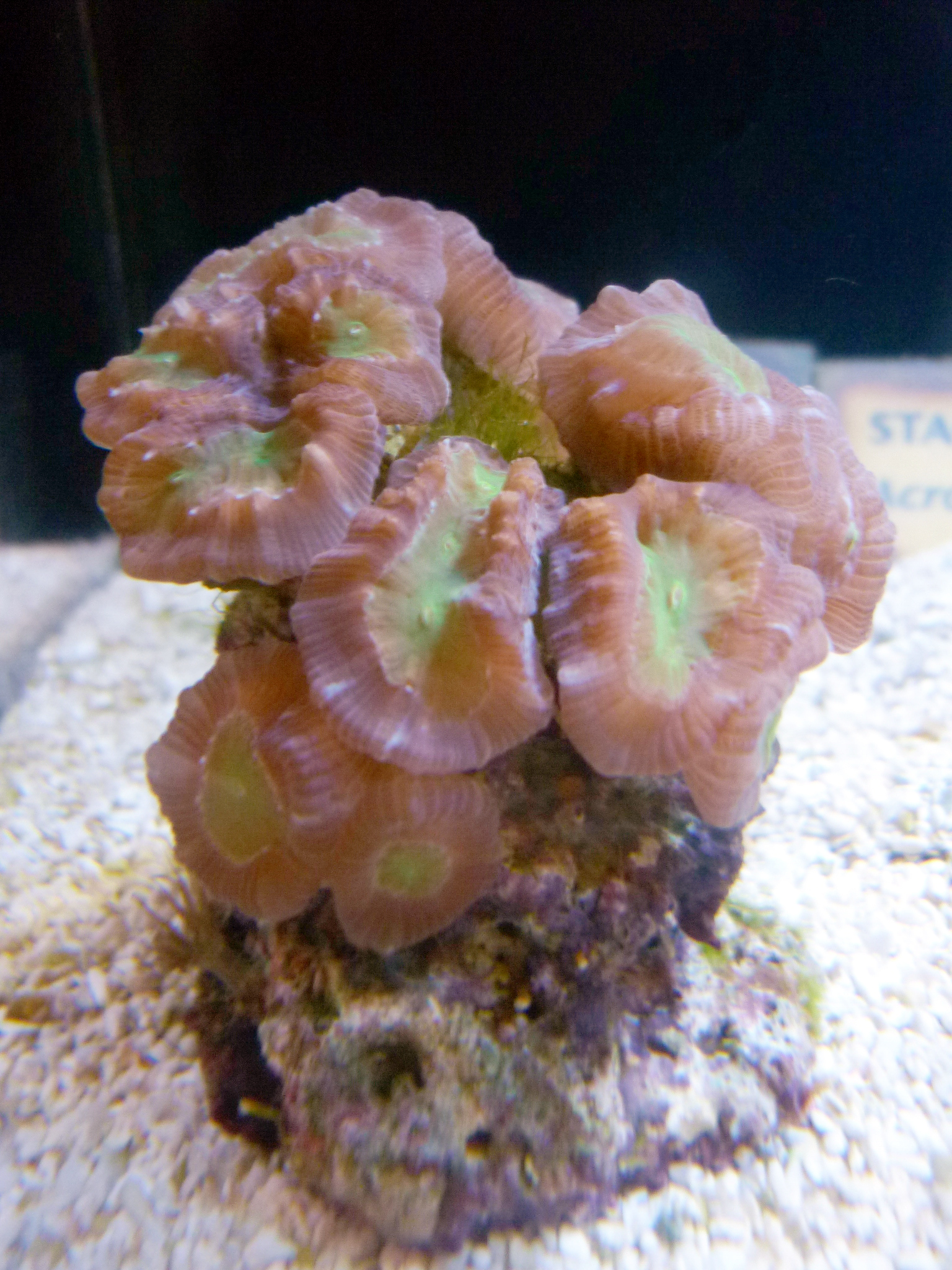
Caulastraea furcata.
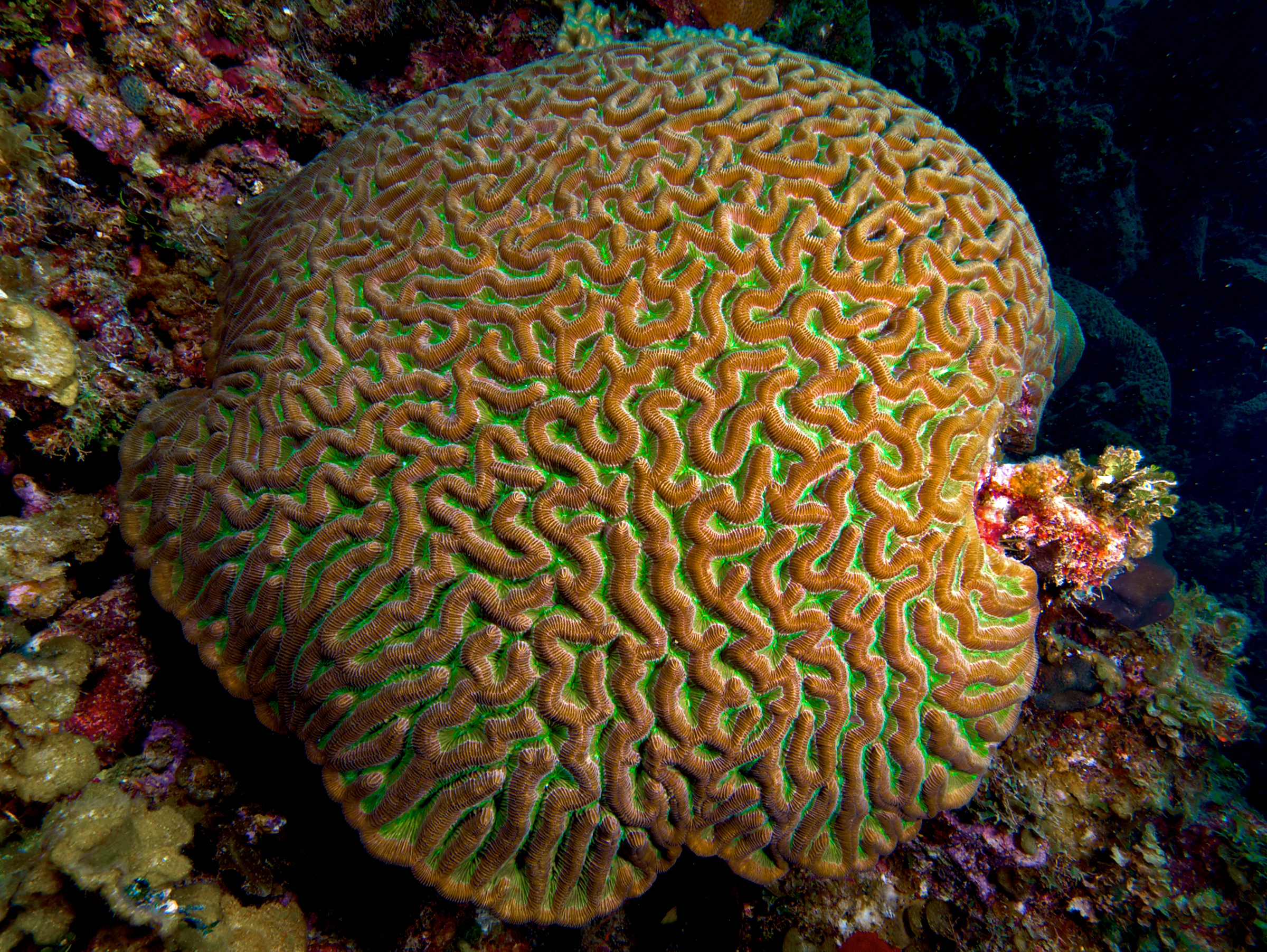
Colpophyllia natans.
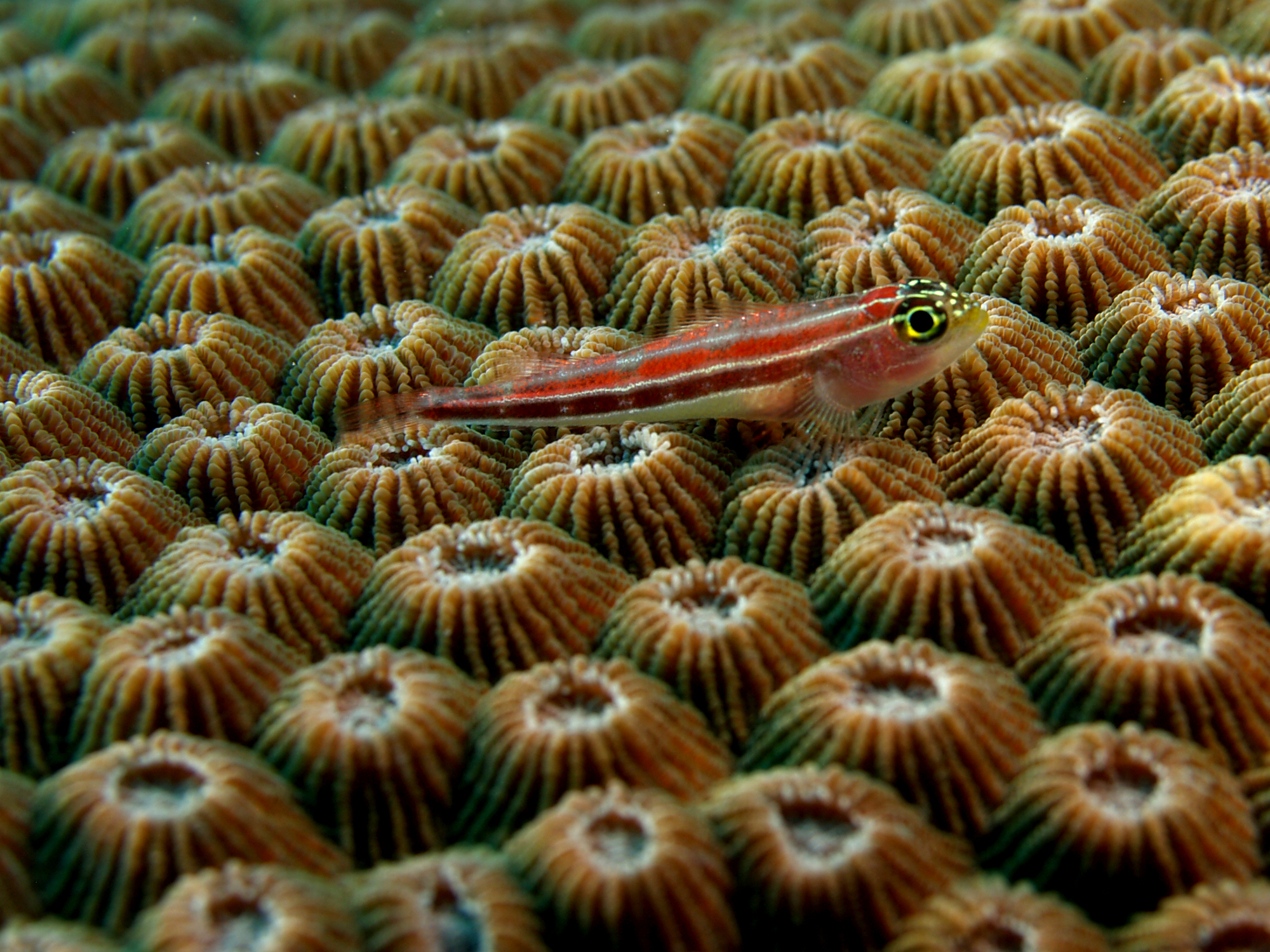
Diploastrea heliopora.
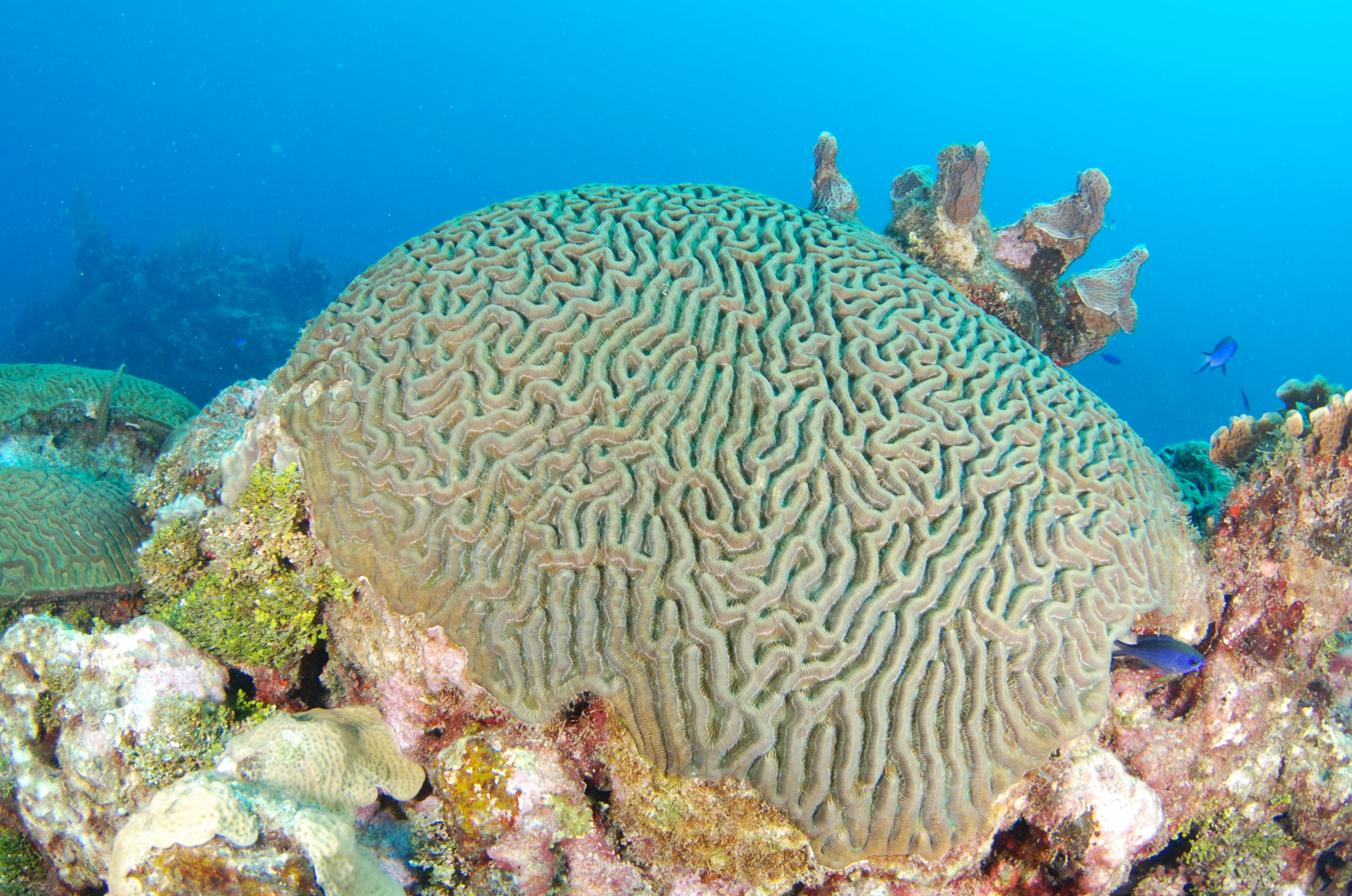
Diploria strigosa.
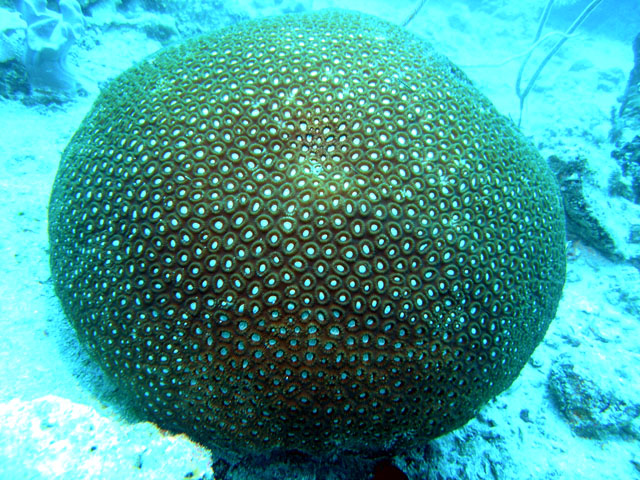
Favia sp.
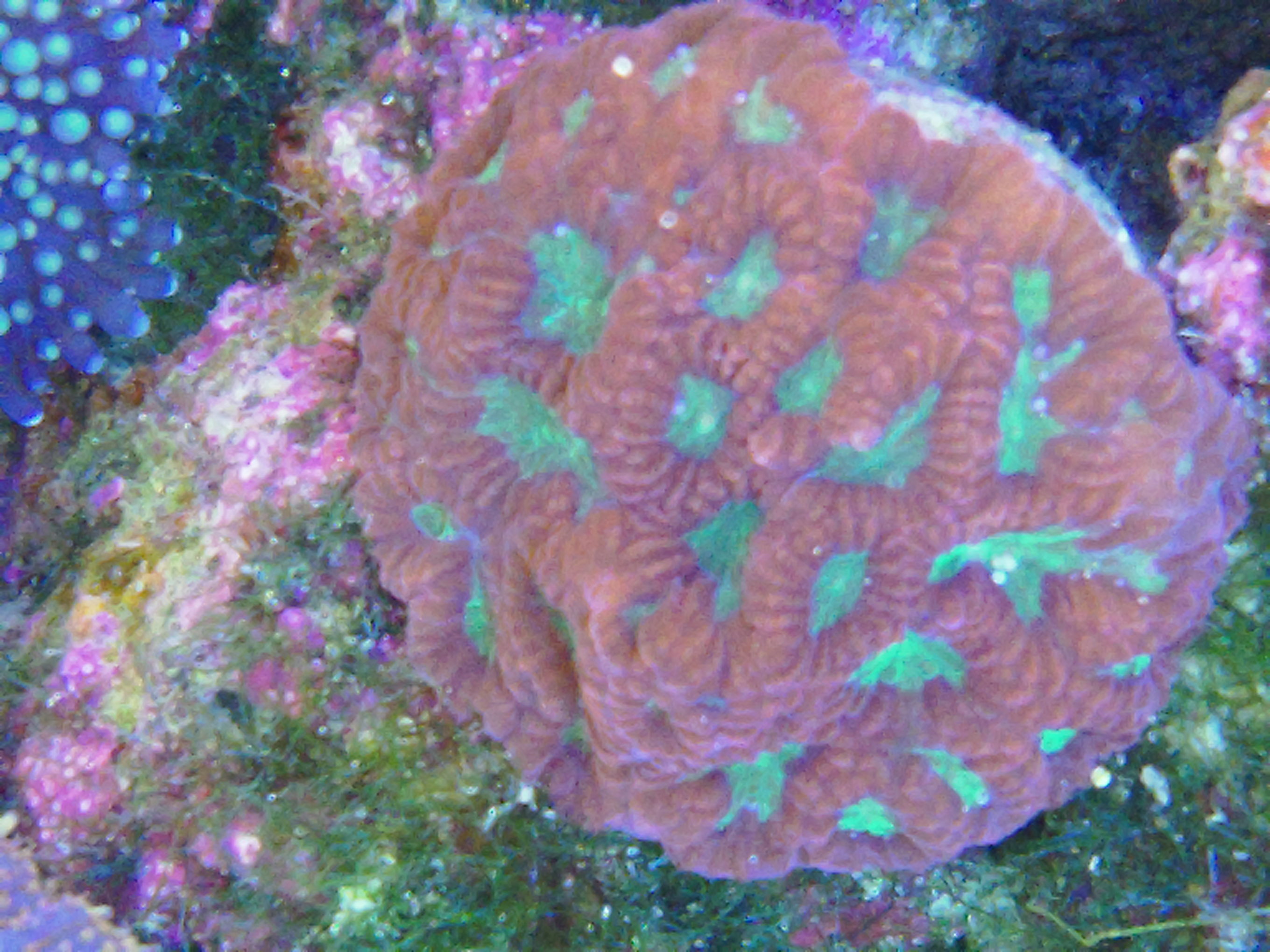
Favites pentagona.
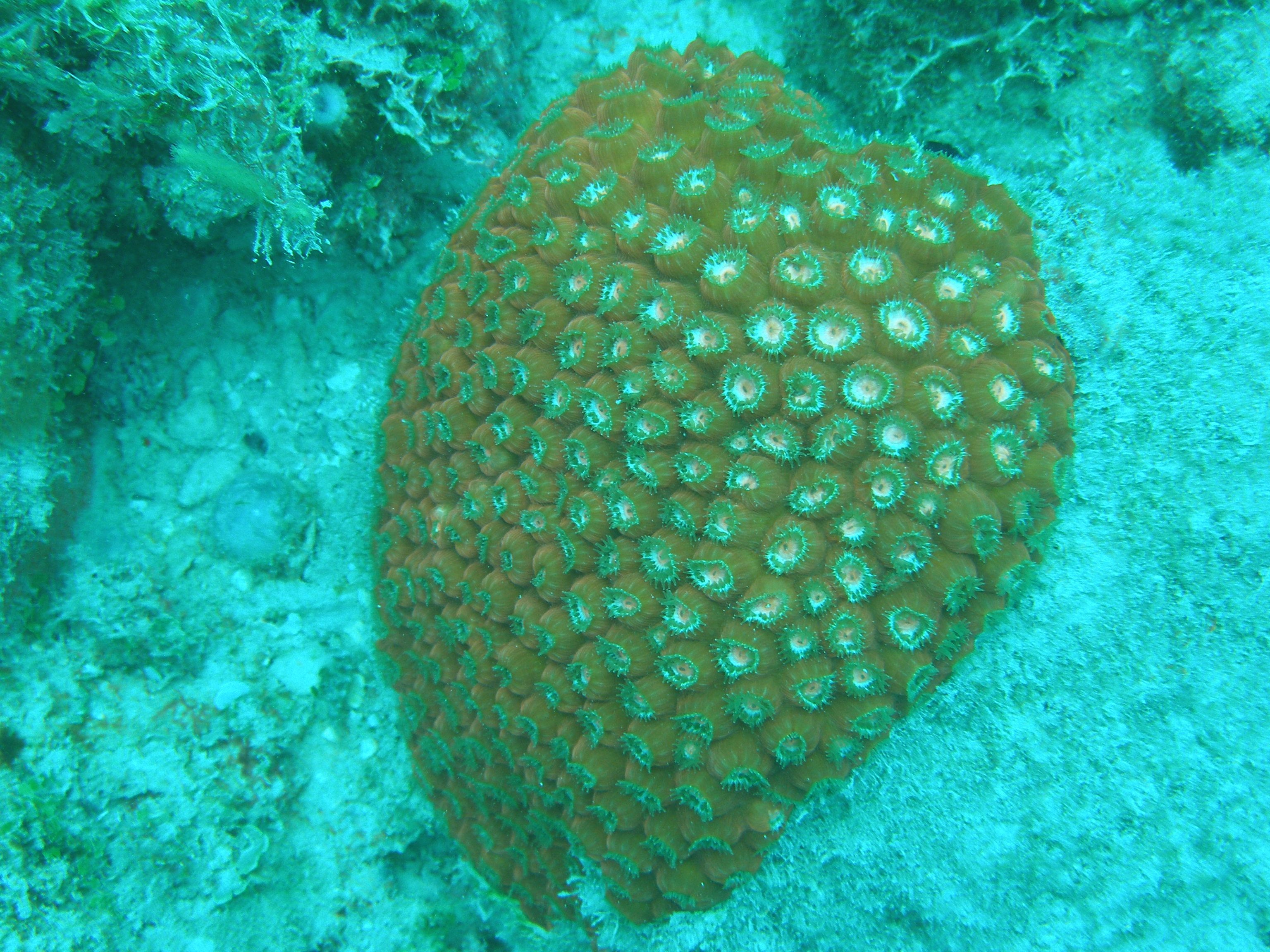
Montastraea cavernosa.
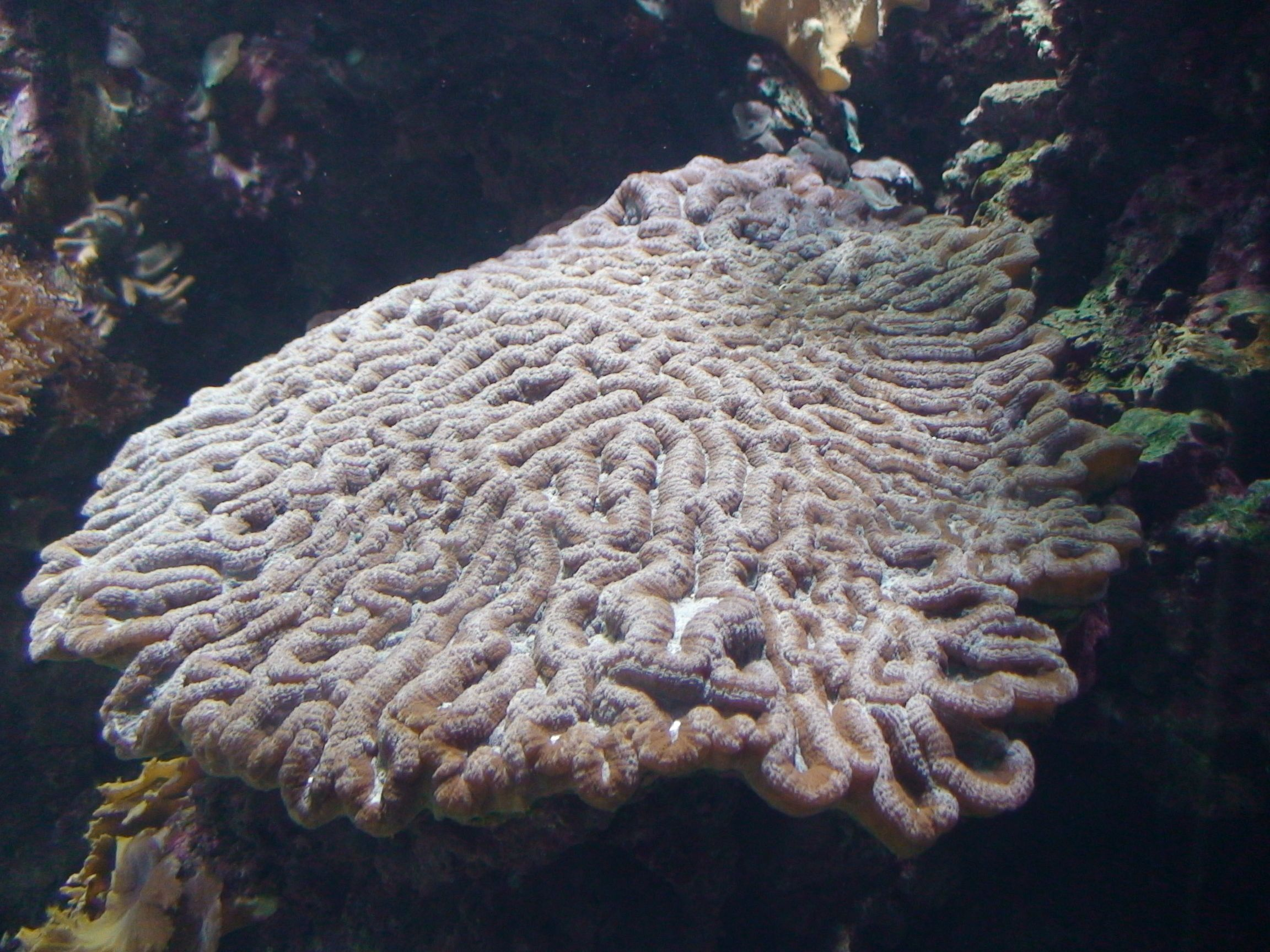
Oulophyllia crispa.
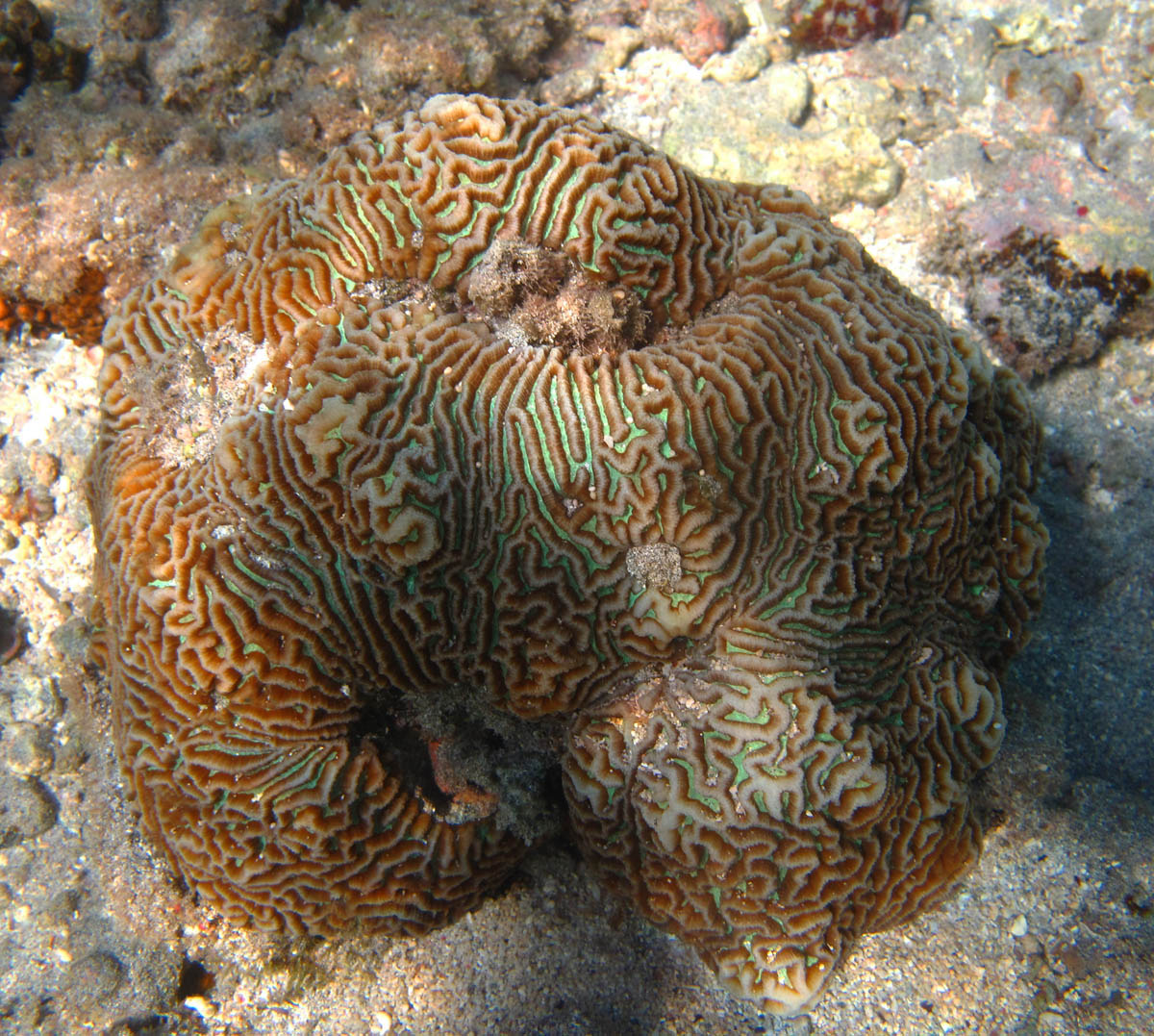
Platygyra daedalea.
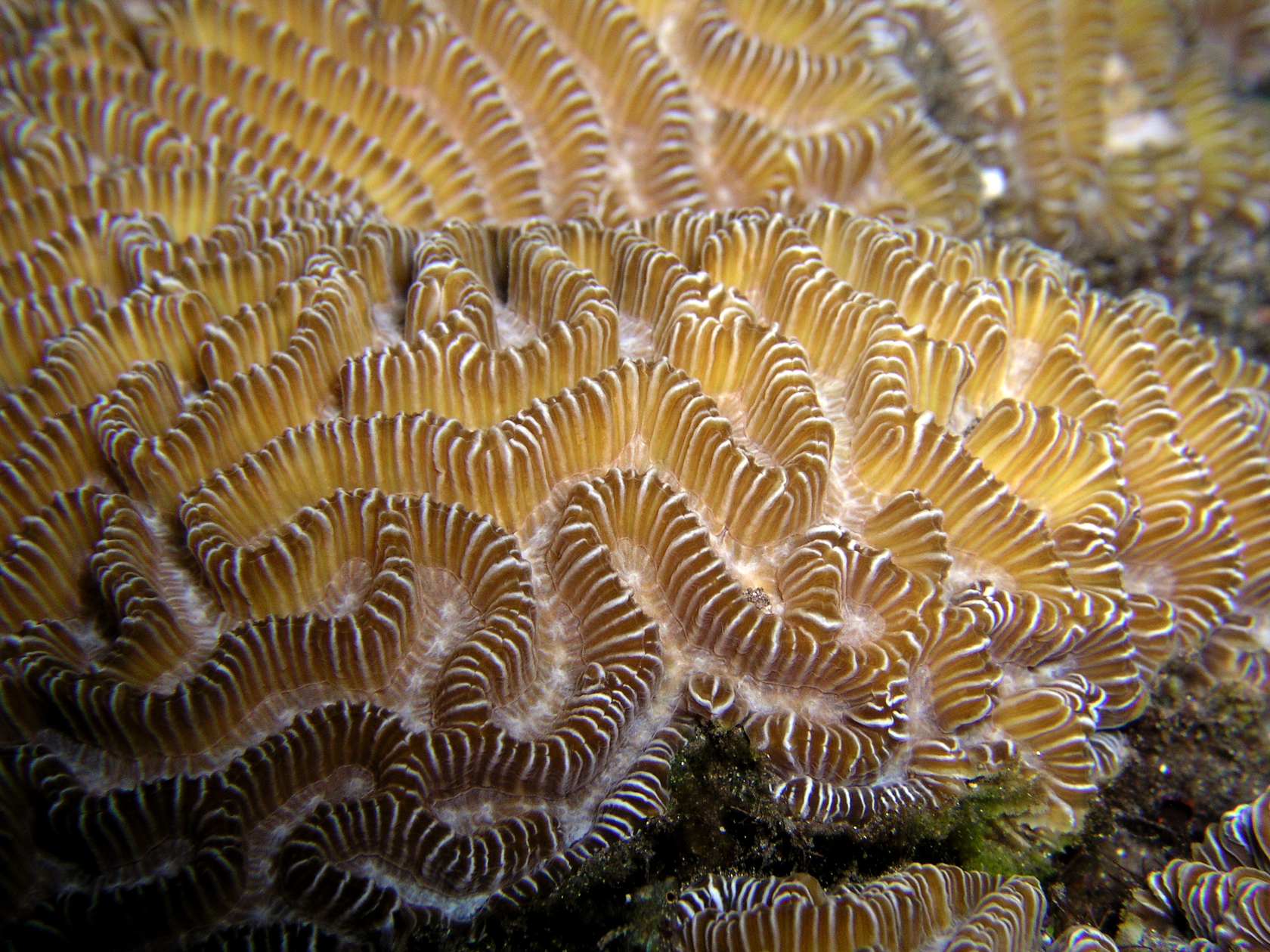
Platygyra lamellina.
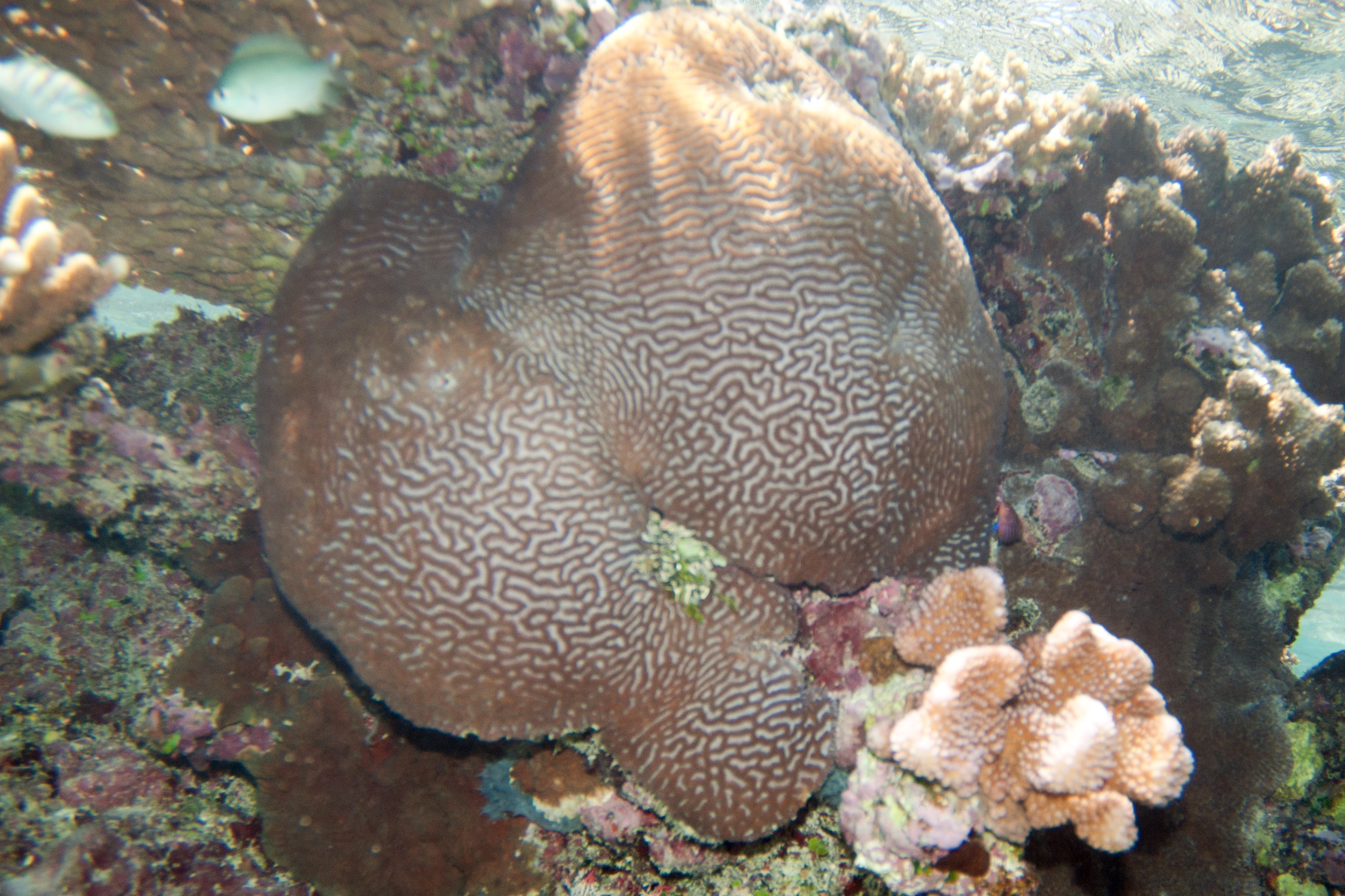
Platygyra ryukyuensis.